# Denis Ulanov
Denis Aleksandrovitch Ulanov (en kazakh : Дени́с Алекса́ндрович Ула́нов) est un haltérophile kazakh né le 28 octobre 1993.
Lors des Jeux olympiques de 2016 dans la catégorie des moins de 62 kg, il termine quatrième derrière le roumain Gabriel Sîncrăian ; ce dernier est contrôlé positif pour l'excès de testostérone et la Fédération internationale d'haltérophilie décide d'attribuer la médaille de bronze à Ulanov qui lui sera remis lors des championnats du monde d'haltérophilie 2018.